# Dionizy od Narodzenia Pańskiego
Dionizy od Narodzenia Pańskiego (ur. 12 grudnia 1600 w Honfleur, zm. 29 listopada 1638 w Banda Aceh) – francuski Błogosławiony Kościoła katolickiego.

## Życiorys
Był najstarszym z dziesięciorga dzieci swoich rodziców. Wstąpił do klasztoru w Goa i przyjął imię zakonne Dionizy od Narodzenia. Wraz z kolegą Redemptem od Krzyża poświęcił się ewangelizacji muzułmanów na Sumatrze. W dniu 29 listopada 1638 roku został zamordowany wraz z towarzyszem.
Beatyfikował ich papież Leon XIII w dniu 10 czerwca 1900 roku. Jego wspomnienie obchodzone jest 29 listopada.